# Caleb Truax
Caleb Truax est un boxeur américain né le 14 septembre 1983 à Osseo, Minnesota.

## Carrière
Passé professionnel en 2007, il devient champion du monde des poids super-moyens IBF le 9 décembre 2017 après sa victoire aux points contre le britannique James DeGale. Il est en revanche battu lors du combat revanche organisé à Las Vegas le 7 avril 2018.